# Janine Jansen
Janine Jansen (sinh ngày 7 tháng 1 năm 1978) là một nghệ sĩ vĩ cầm và viola người Hà Lan.

## Cuộc sống đầu đời và giáo dục
Jansen sinh ra ở Soest, Hà Lan và xuất thân trong một gia đình âm nhạc. Cha cô, Jan Jansen chơi organ, harpsichord và piano; từ năm 1987 đến giữa năm 2011, ông là người chơi organ của Nhà thờ Thánh Martin, Utrecht, và được tài trợ như một Hiệp sĩ của Dòng Orange-Nassau. Mẹ cô là một ca sĩ cổ điển; anh trai cô David là một nghệ sĩ chơi đàn harpsichord và chơi organ; anh trai cô Maarten là một nghệ sĩ cello; và chú của cô là ca sĩ bass Peter Kooy. Cô bắt đầu học violin từ năm 6 tuổi, và đã học với những giáo viên Coosje Wijzenbeek, Philippe Hirschhorn, và Boris Belkin.
Jansen tham gia thi đấu với tư cách là Thí sinh nhỏ tuổi trong Cuộc thi quốc tế Menuhin vào năm 1991 và 1993, và tiến vào vòng chung kết năm 1991. Cô đã kết hôn với nhạc trưởng người Thụy Điển Daniel Blendulf và sống ở Utrecht, Hà Lan.

## Sự nghiệp
Jansen xuất hiện với tư cách nghệ sĩ độc tấu với Dàn nhạc Thanh niên Quốc gia Scotland vào năm 2001, nơi cô biểu diễn Bản hòa tấu Violin của Brahms. Cô đã mở BBC Proms vào năm 2005. Cô tránh xa truyền thống bằng cách thu âm chỉ với ngũ tấu hơn là một dàn nhạc, bao gồm anh trai của cô là nghệ sĩ cello và cha. Trong các buổi hòa nhạc trực tiếp, cô đã nhận được sự hoan nghênh nhiệt liệt từ những khán giả nhiệt tình, chẳng hạn như tại buổi hòa nhạc Berlin Philharmonic Orchestra 2006 tại Berlin's Waldbühne, với sự tham dự đầy đủ của 25.000 người, và ở Los Angeles tại Phòng hòa nhạc Walt Disney với Dàn nhạc giao hưởng Los Angeles ở 2008 cho một lượng khán giả đã bán hết vé.
Jansen đã biểu diễn trên cây vĩ cầm Stradivari "Barrere" năm 1727, được cho mượn từ Cộng đồng Stradivari của Chicago, cũng là cây Stradivari "Baron Deurbroucq" năm 1727, thuộc sở hữu của Hiệp hội Violin Quốc tế Beare, và c y1707 Antonio Stradivari ‘Rivaz, Baron Gutmann’, thuộc sở hữu của công ty con của ngân hàng quốc gia Na Uy: Dextra Musica. Từ tháng 9 năm 2020, Janine biểu diễn cây Stradivari ‘Rode, Duke of Cambridge’ năm 1715 của một nhà hảo tâm châu Âu. Cô bắt đầu lễ hội âm nhạc thính phòng của riêng mình ở Utrecht. Cô là thành viên của Spectrum Concerts Berlin từ năm 1998.
Cô đã nhận được Giải thưởng Âm nhạc Hà Lan vào năm 2003 và Giải thưởng nghệ sĩ nhạc cụ xuất sắc của Hiệp hội Giao hưởng nhạc Hoàng gia ở Anh vào năm 2009. Jansen là Nghệ sĩ thế hệ mới của Radio 3 từ năm 2002–2004. Cô và bạn trai cũ, nghệ sĩ vĩ cầm Julian Rachlin từng hợp tác biểu diễn nhạc thính phòng. Vào tháng 1 năm 2018, Jansen đã biểu diễn bản hòa tấu vĩ cầm số 1 của Max Bruch và bản giao hưởng số 1 của Gustav Mahler dưới sự chỉ huy của Daniele Gatti. Tháng 2 cùng năm, Jansen biểu diễn cùng Mischa Maisky, Martha Argerich và Barbican Conservatory tại Barbican Center. Vào tháng 12 năm 2018, Jansen đã biểu diễn với Valery Gergiev và Dàn nhạc hòa nhạc Hoàng gia. Đối với buổi biểu diễn của cô với Dàn nhạc Hòa nhạc Hoàng gia giữa năm 1997 và 2018, Jansen đã trở thành người nhận Giải thưởng Johannes Vermeer, được trao cho cô bởi Bộ trưởng Bộ Giáo dục, Văn hóa và Khoa học Hà Lan, Ingrid van Engelshoven.

## Thu âm
Tính đến tháng 1 năm 2006, Jansen đã thu hai đĩa CD chính thống (một đĩa cũng là SACD lai). Phần đầu tiên là một bộ sưu tập các bản nhạc encore do Barry Wordsworth thực hiện, phần thứ hai là một bản hòa tấu thính phòng thể hiện bản nhạc Bốn mùa của Vivaldi. Đặc biệt, bản thu âm Vivaldi của cô đã đạt được thành công lớn về doanh số tải xuống. Vào tháng 10 năm 2006, Jansen phát hành album thứ ba của mình. CD này có các nhạc phẩm giao hưởng của Mendelssohn và Bruch Violin, cùng với Bruch Romance cho Viola, với nhạc trưởng Riccardo Chailly và dàn nhạc Leipzig Gewandhaus. Năm 2007, cô phát hành album thứ tư mang tên Bach: Inventions & Partita. Năm 2008, cô thu âm một buổi trực tiếp cho cửa hàng âm nhạc iTunes bao gồm "Trio Sonata Sol trưởng" của Bach và "Sonata cho Violin và Harpsichord No. 6 Sol trưởng".
Năm 2009, Jansen phát hành bản thu âm của Beethoven và Britten Violin Concertos. Beethoven được thu âm với Die Deutsche Kammerphilharmonie Bremen, và Britten thì với Dàn nhạc Giao hưởng London. Cả hai dàn nhạc đều do Paavo Järvi chỉ huy. Jansen nói rằng việc thu âm những bản hòa tấu này cùng nhau là mong muốn từ lâu của cô, vì cô coi hai tác phẩm này là một trong những bản hòa tấu hay nhất trong các tiết mục hiện tại. Vào ngày 29 tháng 12 năm 2010, Jansen đã chơi với bộ ba piano của Mischa Maisky và Hannes Minnaar Antonín: Dvořáki Mi thứ, op.90 'Dumky' tại Liên hoan âm nhạc thính phòng quốc tế Utrecht, Vredenburg. Jansen là thành viên của chuỗi nhạc thính phòng Spectrum Concerts Berlin từ năm 1998. Nhiều CD với Spectrum đã được phát hành trên nhãn NAXOS: Ernő Dohnányi – Serenade for String Trio và Sextet (Nr. 8.557153) Robert Help – Piano Quartet, Postlude và Nocturne (Nr. 8.559199) John Harbison – Bốn bài hát nói về cô đơn, biến thể và âm nhạc phong cách chạng vạng (Nr. 8.559173). Năm 2010, cô thu âm buổi biểu diễn đầu tiên cho violin và piano với Itamar Golan, do Decca phát hành vào năm sau. Cô đã chọn một tiết mục tiếng Pháp, thể hiện âm thanh kĩ xảo tuyệt vời của mình. Ngoài các bản sonata của Debussy và Ravel cho violin và piano và các bản nhạc khác từ thế kỷ 20 của Pháp, cô còn thu âm một số bản của Richard Dubugon, người đã sáng tác cho Jansen.
Năm 2012, Jansen thu âm một album dành riêng cho Prokofiev, kết hợp giữa nhạc thính phòng và nhạc hòa tấu. Với Dàn nhạc Giao hưởng London do Vladimir Jurowski chỉ huy, cô đã chơi bản concerto của Prokofiev cho violin và dàn nhạc số. 2; cùng với đồng nghiệp Boris Brovtsyn, cô đã chơi bản sonata cho hai vĩ cầm ở Đô trưởng; cuối cùng, cùng với Itamar Golan chơi piano, Jansen đã thu âm bản sonata cho violin ở giọng Fa thứ. Jansen cũng đã thu âm một album nhạc thính phòng với nghệ sĩ violin Boris Brovtsyn, các nghệ sĩ violin Amihai Grosz và Maxim Rysanov, các nghệ sĩ phòng trà Torleif Thedéen và Jens Peter Maintz. Album chứa Verklärte Nacht của Schoenberg trong phiên bản gốc của nó, dành cho chuỗi sextet và ngũ tấu chuỗi trong Đô trưởng của Schubert. Album được phát hành bởi Decca vào ngày 1 tháng 4 năm 2013. Vào tháng 6 năm 2013, Jansen thu âm album thứ hai hoàn toàn dành riêng của Bach. Cô đã thu âm các bản hòa tấu của Bach cho violin ở giọng La trưởng và Mi trưởng với một nhóm nhỏ với những người chơi do chính cô chọn (đàn: Boris Brovtsyn, Cindy Albracht, Fredrik Paulsson, Julia-Maria Kretz, Tijmen Huisingh, Monika Urbonaite, Nimrod Guez, Pauline Sachse, Maarten Jansen, Rick Stotijn; harpsichord: Jan Jansen) và bản concerto cho violin và oboe với nghệ sĩ độc tấu Ramón Ortega Quero. Cô đã thêm hai bản sonata cho violin và harpsichord, được thu âm cùng với cha cô, Jan Jansen, bản thứ 3 trong giọng Mi trưởng và bản thứ 4 ở giọng Đô trưởng.